# Pedra Paesina

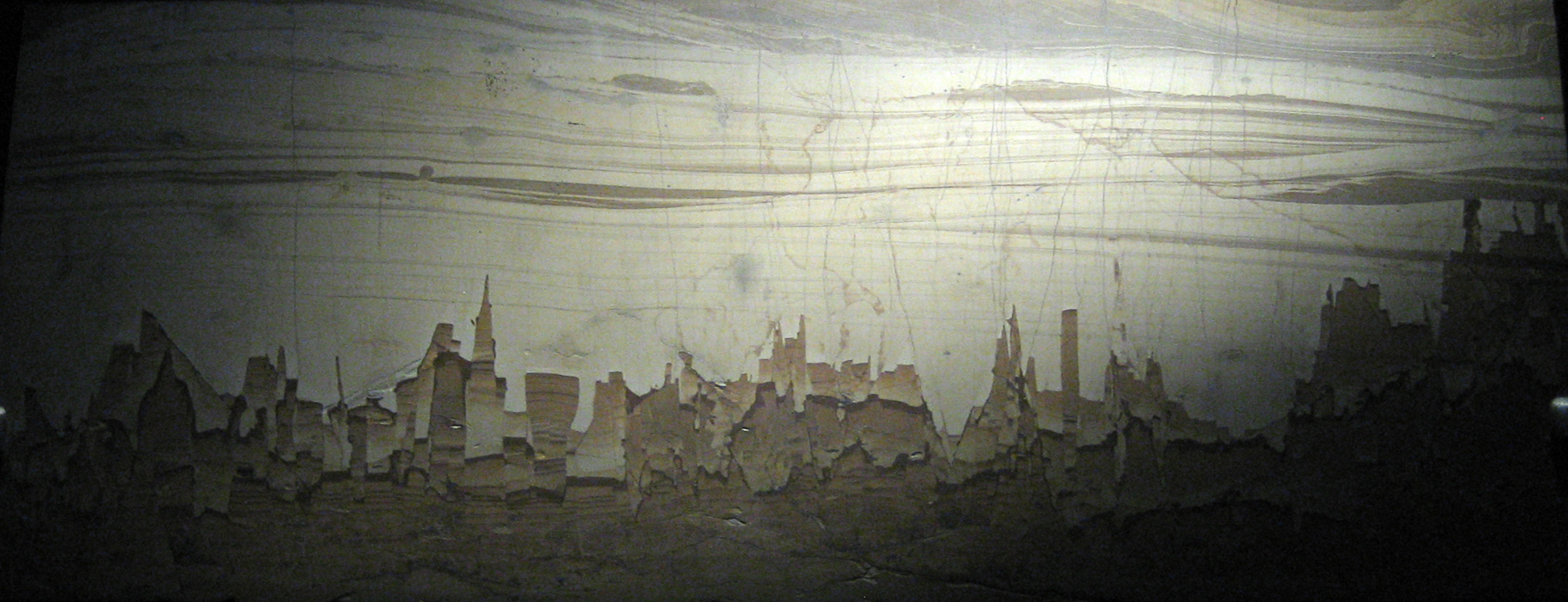
Pedra paesina exibida no Museu de História Natural de Londres

A pedra paesina consiste principalmente em calcário e argila compactos e é típica quase exclusivamente da Toscana. Geologicamente, originou-se há cerca de 50 milhões de anos (Eoceno - Paleoceno).  Originou-se principalmente da cidade de Florença, na comuna da Toscana, na Itália Central. Seu padrão de cores consiste principalmente em cinza, marrom e branco, dando a impressão de uma pintura de paisagem em ruínas. 
Os padrões (semelhantes aos anéis de Liesegang) se desenvolvem durante a diagênese dois, para efeitos rítmicos periódicos de hidróxidos de ferro e manganês a partir de fluidos aquosos oxidantes restritos lateralmente por juntas cheias de calcita e argila.